# Maria Semrau

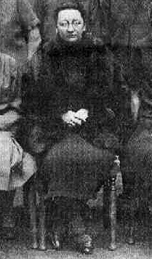
Maria Semrau

Maria Semrau (* 3. September 1877 in Danzig-Langfuhr, Stadtkreis Danzig; † 7. November 1945 in Gotha, Thüringen,) war eine promovierte westpreußische Studienrätin, Kommunalpolitikerin und Autorin in Danzig-Langfuhr.

## Leben
Maria Semrau wurde in Danzig-Langfuhr geboren als Marie Anna Elisabeth Semrau, Tochter des praktischen Danzig-Langfuhrer Arztes Geheimer Sanitätsrat Paul Semrau und dessen Ehefrau, der Gutsbesitzerstochter Maria Behrendt.
Maria Semrau studierte an den Universitäten von Münster i. W., Königsberg i. Pr., München und Breslau Germanistik, deutsche Literatur, Französisch und Philosophie.
Sie war von 1930 bis 1933 für die Deutsche Zentrumspartei Mitglied der Stadtbürgerschaft Danzig.
Maria Semraus Eltern stammten beide aus der Koschneiderei in Westpreußen: Ihre Mutter kam aus dem Koschneiderei-Dorf Petztin (Piastoszyn), Kreis Konitz (später Kreis Tuchel) und ihr Vater stammte aus dem Koschneiderei-Dorf Damerau (Dąbrówka) im Kreis Flatow und sprach mit Vorliebe in der niederdeutschen Mundart der Koschneiderei, sang niederdeutsche Lieder und rezitierte niederdeutsche Gedichte, was Maria Semraus späteres wissenschaftliches Interesse an der Koschneiderei und an der Mundart der Koschneiderei begründete.

## Werke
- Die Mundart der Koschneiderei, Inaugural-Dissertation der Hohen Philosophischen Fakultät der Schlesischen Friedrich-Wilhelms-Universität zu Breslau, Halle a. d. S. 1915
- Die Mundart der Koschneiderei. In: Zeitschrift für Deutsche Mundarten, Jg. 10 (1915), Heft 2